# Angkor Airways
Angkor Airways was een Cambodjaanse luchtvaartmaatschappij met haar thuisbasis in Phnom Penh. Naast lijnvluchten voert zij regelmatig chartervluchten uit naar Japan.

## Geschiedenis
Angkor Airways is opgericht in 2005 door Far Eastern Air Transport uit Taiwan.

## Bestemmingen
Angkor Airways voert lijnvluchten uit naar Chengdu, Phnom Penh en Taipei. (zomer 2007)

## Vloot
De vloot van Angkor Airways bestaat uit: (november 2007)
- 1 Boeing B757-200
- 1 Douglas DC9-80